# Tenandry

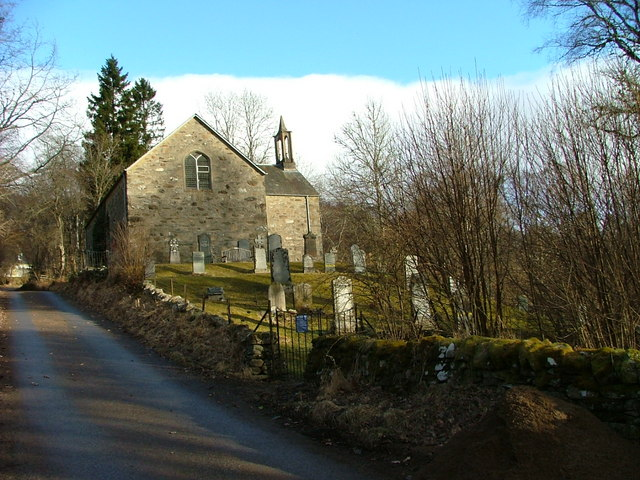
Kirche von Tenandry

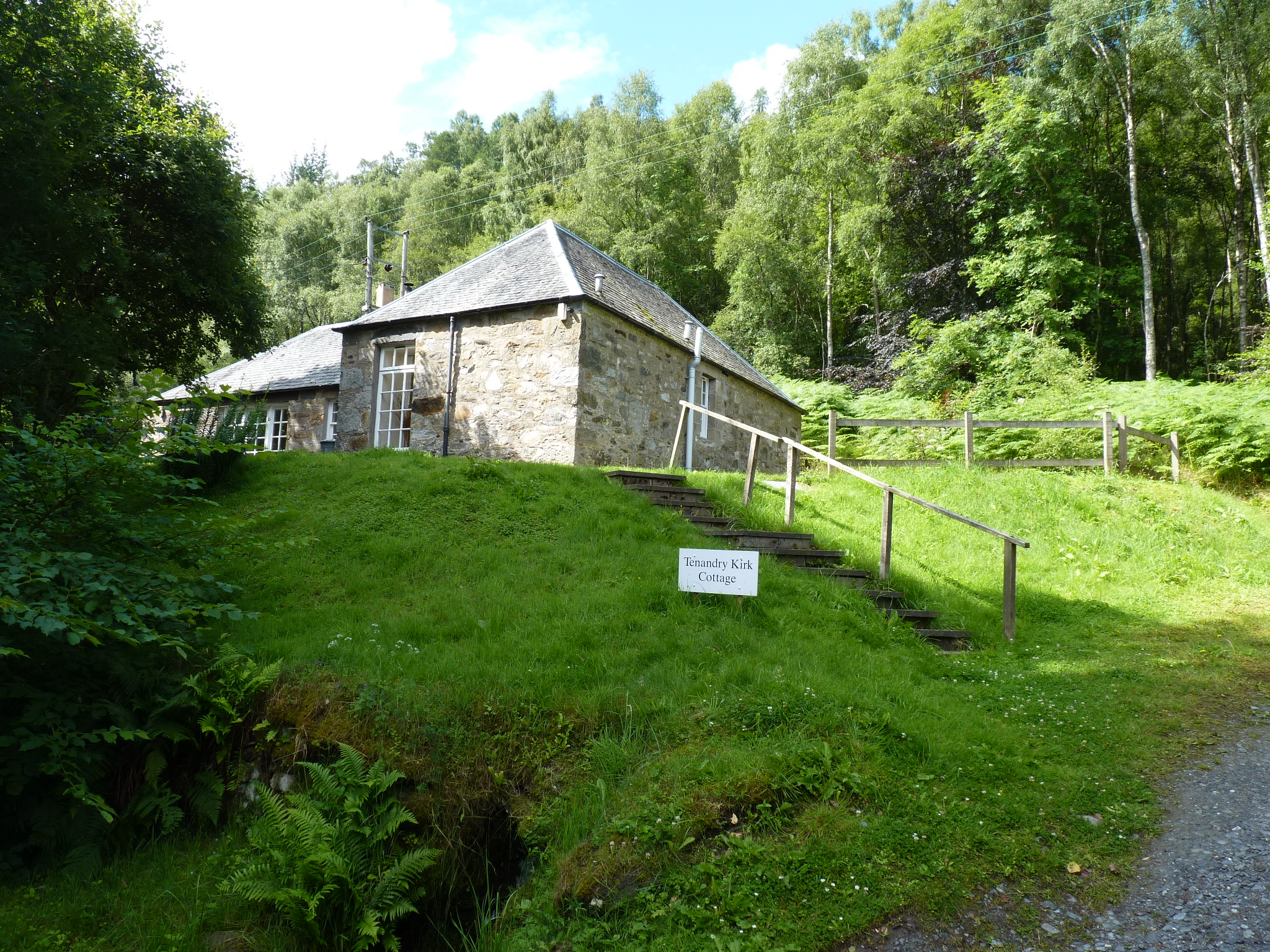
Haus in Tenandry

Tenandry ist eine kleine Ortschaft, die im Norden von Schottland zwischen Inverness im Nordwesten und Perth im Südosten in der Council Area Perth and Kinross liegt. Im Rahmen der historischen Gliederung Schottlands in Civil Parishes zählt es zu Blair Atholl, das zu Perthshire gehörte.

## Geographie
Tenandry liegt im Tal des Garry, etwas erhöht des westlichen, rechten Ufers und kurz vor der Mündung des Flusses in den River Tummel.

## Verkehr
Verkehrstechnisch zu erreichen ist Tenandry über eine Nebenstraße, die die B8019 im Süden westlich der Garry Bridge mit der B8079 in Killiecrankie im Norden verbindet.

## Historisch Bedeutsames
Im Süden des Ortes liegt die Kirche Tenandry Church. Das aus dem Jahre 1836 stammende Bauwerk ist seit 1971 als Listed Building der Kategorie B ausgewiesen und steht somit unter Denkmalschutz.